# Rasim Ramaldanov
Rasim Ramaldanov (Baku, 24 gennaio 1986) è un ex calciatore azero, di ruolo difensore.

## Carriera

### Club
Ha giocato nella massima serie del campionato azero con Simurq e Xəzər.

### Nazionale
Debutta nel 2012 con la nazionale azera.

## Palmarès

### Club

#### Competizioni nazionali
- Coppa d'Azerbaigian: 1

Qəbələ: 2018-2019